# Handball-DDR-Meisterschaft (Frauen) 1960/61
Mit der Handball-DDR-Meisterschaft der Frauen 1960/61 wurde zum elften Mal der DDR-Meister im Frauenhandball in der Halle und auf dem Feld ermittelt. In der Frauenhandball-Liga beteiligten sich jeweils 16 Mannschaften, die in zwei Staffeln aufgeteilt waren. Hallenmeister wurde die BSG Lok Rangsdorf, auf dem Feld siegte die Mannschaft des SC Fortschritt Weißenfels.

## Hallenmeisterschaft

### Punktspiele
| Pl. | Mannschaft                    | Sp | S  | U | N  | Tore    | Punkte |
| 1.  | SC Fortschritt Weißenfels     | 14 | 11 | - | 3  | 123:073 | 22:06  |
| 2.  | SC DHfK Leipzig               | 14 | 8  | 3 | 3  | 126:097 | 19:09  |
| 3.  | BSG Motor Weimar              | 14 | 9  | 1 | 4  | 094:077 | 19:09  |
| 4.  | SC Lok Leipzig                | 14 | 8  | 1 | 5  | 088:065 | 17:11  |
| 5.  | BSG Chemie Zeitz (M)          | 14 | 6  | 2 | 6  | 073:084 | 14:14  |
| 6.  | SG Dynamo Karl-Marx-Stadt (N) | 14 | 5  | 1 | 8  | 077:096 | 11:17  |
| 7.  | SC Einheit Dresden            | 14 | 4  | - | 10 | 066:105 | 08:20  |
| 8.  | BSG Fortschritt Oberlungwitz  | 14 | 1  | - | 13 | 058:108 | 02:26  |

| Pl. | Mannschaft                 | Sp | S  | U | N  | Tore    | Punkte |
| 1.  | BSG Lok Rangsdorf          | 14 | 12 | 2 | -  | 113:062 | 26:02  |
| 2.  | SC Rotation Berlin         | 14 | 9  | 2 | 3  | 120:078 | 20:08  |
| 3.  | BSG ZAB Dessau             | 14 | 9  | 2 | 3  | 108:091 | 20:08  |
| 4.  | SC Aufbau Magdeburg        | 14 | 6  | 1 | 7  | 084:093 | 13:15  |
| 5.  | SC Empor Rostock           | 14 | 5  | 1 | 8  | 102:091 | 11:17  |
| 6.  | BSG Motor Frankfurt/O. (N) | 14 | 3  | 4 | 7  | 083:109 | 10:18  |
| 7.  | BSG Post Halberstadt       | 14 | 3  | 1 | 10 | 087:109 | 07:21  |
| 8.  | SC Traktor Schwerin        | 14 | 2  | 1 | 11 | 069:133 | 05:23  |

### Endspiel (Halle)
(18. Februar 1961)
BSG Lokomotive Rangsdorf – SC Fortschritt Weißenfels 7:6 (4:1)
Vor fast ausverkaufter Halle strebten die Rangsdorfer Spielerinnen von Beginn an nüchtern und unspektakulär dem Erfolg entgegen, durch ihren Trainer taktisch klug eingestellt. Edith Noack erfüllte zuverlässig ihren Auftrag, die Weißenfelser Ballpassagen zu stören. Die Aufbauspielerinnen um Gehring schalteten mit Pressing ihre Gegenspielerinnen aus, und Ingrid Schenatzky knüpfte geschickt die Spielfäden. Mit gekonntem Konterspiel hatten die Rangsdorfer den Erfolg auf ihrer Seite. Mit Tempovorstößen wurde binnen sechs Minuten eine 3:0-Führung herausgeworfen. Fortschritt Weißenfels hatte von Beginn an das Handicap zu verkraften, dass ihre Stammtorhüterin Martina Maudrich nicht einsatzfähig war. Ihre Vertreterin Hildegard Förster konnte sie nicht gleichwertig ersetzen, gab der Mannschaft nicht den sicheren Rückhalt. Aber auch ihre Mitspielerinnen zeigten nicht die gewohnte Form, immer wieder kam es zu Ballverlusten. Einzig Nationalspielerin Inge Schanding zeigte ihr erwartetes Können und sorgte in der Schlussphase noch einmal für Spannung, als sie den 3:7-Rückstand auf 6:7 verkürzen konnte. Doch Rangsdorf konnte diesen Spielstand bis zum Schlusspfiff verteidigen und sicherte sich damit nach 1956 zum zweiten Mal die DDR-Meisterschaft in der Halle.
| Rangsdorf: Heidi Gröpler – Edith Noack (1), Ingrid Schenatzky, Rosi Weinhöfer, Erika Scholz (1), Irmgard Gehring, Evelin Haase, Helga Globisch (1), Jutta Schilk (4), Christel Bernhardt Weißenfels: Hildegard Förster – Erika Quarg (1), Reinhardt, Jahn (1), Baumert, Inge Schanding (4), Kaltenborn, I. Maudrich, Herden, Bachmann |
| Schiedsrichter: Siebert (Güsten), Zuschauer: 4000 in der Werner-Seelenbinder-Halle (Ost-Berlin) |

## Feldmeisterschaft

### Punktspiele
| Pl. | Mannschaft                                                                             | Sp | S  | U | N  | Tore  | Punkte |
| 1.  | SC Empor Rostock                                                                       | 14 | 11 | 2 | 1  | 91:45 | 24:04  |
| 2.  | SC Rotation Berlin                                                                     | 14 | 11 | 2 | 1  | 92:54 | 24:04  |
| 3.  | BSG Lok Rangsdorf                                                                      | 14 | 9  | 2 | 3  | 79:60 | 20:08  |
| 4.  | BSG Motor Wismar                                                                       | 14 | 6  | 1 | 7  | 67:71 | 13:15  |
| 5.  | SC Aufbau Magdeburg                                                                    | 14 | 6  | 1 | 7  | 67:76 | 13:15  |
| 6.  | BSG ZAB Dessau                                                                         | 14 | 6  | - | 8  | 56:68 | 12:16  |
| 7.  | BSG Stahl LES Leipzig                                                                  | 14 | 3  | - | 11 | 47:78 | 06:22  |
| 8.  | SC Traktor Schwerin (N)                                                                | 14 | -  | - | 14 | 49:96 | 00:28  |
|     | Entscheidungsspiel um den Staffelsieg: SC Empor Rostock – SC Rotation Berlin 5:6 (3:4) |    |    |   |    |       |        |

| Pl. | Mannschaft                       | Sp | S  | U | N  | Tore    | Punkte |
| 1.  | SC Fortschritt Weißenfels        | 14 | 14 | - | -  | 120:023 | 28:0   |
| 2.  | SC Lok Leipzig                   | 14 | 12 | - | 2  | 091:051 | 24:04  |
| 3.  | SC Einheit Dresden               | 14 | 9  | 1 | 4  | 060:058 | 19:09  |
| 4.  | SC DHfK Leipzig                  | 14 | 6  | 1 | 7  | 063:065 | 13:15  |
| 5.  | BSG Motor Weimar                 | 14 | 6  | 1 | 7  | 051:068 | 13:15  |
| 6.  | BSG Aktivist „Karl Marx“ Zwickau | 14 | 5  | 1 | 8  | 059:056 | 11:17  |
| 7.  | BSG Chemie Zeitz                 | 14 | 1  | - | 13 | 043:097 | 02:26  |
| 8.  | BSG Motor Radebeul West (N)      | 14 | 1  | - | 13 | 036:111 | 02:26  |

### Endspiel (Feld)
(30. September 1961)
SC Fortschritt Weißenfels – SC Rotation Berlin 7:3 (4:2)
Überraschend ging der krasse Außenseiter Rotation durch ein Tor von Marlies Biener gegen den sechsfachen Titelträger in Führung. Doch das Tor, nach einem Täuschungsmanöver unhaltbar für Martina Maudrich, wirkte bei Weißenfels wie ein Weckruf. Mit schnellen Kombinationen über zwei oder drei Stationen wurde der Abschluss gesucht, während die Berliner meist mehr Haltepunkte benötigten. Das Spiel der Berlinerinnen war wohl technisch ebenbürtig, die Spielzüge jedoch waren zu umständlich. Überraschend auch die Unsicherheiten in der Rotation-Abwehr, es brannte jedes Mal lichterloh, setzten die Weißenfelser Spielerinnen zum Angriff an. Überragende Spielerin auf dem Feld war die Weißenfelserin Inge Schanding, die zu großer Form auflief und mit vier Treffern zur erfolgreichsten Werferin des Spiels wurde. Neben ihr glänzte Mannschaftskameradin Erika Quarg, die ebenfalls die Rotation-Deckung in helle Aufregung versetzte. Auf Berliner Seite konnte nur Torfrau Krause überzeugen, die die Niederlage noch in erträglicher Höhe hielt.
| Weißenfels: Martina Maudrich – Reinhard, Geppert – Kühn, Baumert, Herden – Inge Schanding (4), Kaltenborn, Erika Quarg (2), Pullert, Jahn (1) – (I. Maudrich) Berlin: Krause – Glenk, Schönherr – Parlow, Jänsch, Naumann – Nocka, Marlies Biener (2), Wörpel, Schulz (1), Förster – (Pawlowski) |
| Schiedsrichter: Göldner (Meißen), Zuschauer: 12.000 im Heinz-Steyer-Stadion (Dresden) |